# Bernard Lown
Bernard Lown   (Utena, 7 de juny de 1921 - Chestnut Hill, 16 de febrer de 2021) fou un metge nord-americà, jueu, fundador de l'Associació Internacional de Metges per a la Prevenció de la Guerra Nuclear que va guanyar el Premi Nobel de la Pau el 1985 i creador del desfibrilador per a la reanimació cardiopulmonar.

## Biografia
Lown va néixer a Lituània el 1921. El 1934 la seva família va emigrar als Estats Units. Estava casat des de 1946 i tenia tres fills.

## Trajectòria
Es va graduar summa cum laude a la Universitat de Maine i va cursar un màster a la Universitat Johns Hopkins.
Fou professor emèrit de la Universitat Harvard. La Universitat té un programa en honor seu que porta el seu nom. Fou nomenat cinc cops Mestre Professor del Col·legi Americà de Cardiologia i fou seleccionat membre honorari de diverses societats mèdiques d'Austràlia, Nova Zelanda, Bèlgica, Brasil, Gran Bretanya, Colòmbia, Croàcia, Hongria, Mèxic, Polònia i Suïssa. Va escriure més de 425 articles en revistes científiques i diversos llibres. Va fundar Metges per la Responsabilitat Social (Physicians for Social Responsibility), SATELLIFE i ProCOR, pioneres en l'ús de les tecnologies d'Internet via satèl·lit per ajudar les comunicacions de salut, l'International Physicians for the Prevention of Nuclear War, el Centre Cardiovascular Lown (Lown Cardiovascular Center) i la Fundació d'Investigació Cardiovascular Lown (Lown Cardiovascular Research Foundation). Va rebre 20 títols honoraris de diverses universitats.

## Obres
- Lown B, Levine SA: Current Advances in Digitalis Therapy. Boston: Little, Brown and Co., 1954.
- Lown B, Levine HD: Atrial Arrhythmias, Digitalis and Potassium. New York: Landberger Medical Books, 1958.
- Vikhert AM, Lown B: Sudden Death (in Russian). Moscow: Medithinya, 1982.
- Lown B, Malliani A, Prosdocimi M (eds.): Neural Mechanisms and Cardiovascular Disease. Padova, Italy: Liviana Press, 1986.
- Lown B: To Heal a Sick Planet. Hiroshima, Japan: Chugoku Shimbun, 1991.
- Lown B: Never Whisper in the Presence of Wrong. Cambridge, MA: International Physicians for the Prevention of Nuclear War, 1993.
- Lown B: Practicing the Art while Mastering the Science. Brookline, MA: Lown Cardiovascular Research Foundation, 1995.
- Lown B:The lost art of healing, Boston, Houghton Mifflin, 1996, ISBN 9780395825259
- Lown B: The Lost Art of Healing. Boston, MA: Houghton Miflin, 1996. New York City: Ballantine Books (paperback), 1999
- Lown B: Prescription for Survival: A Doctor's Journey to End Nuclear Madness. San Francisco: Berrett-Koehler Publishers, Inc., 2008.
- Lown B: Tributes to a Teacher: Clinical Pearls. Lown Cardiovascular Research Foundation. Brookline, MA, 2008
- Lown B: The Lost Art of Healing and Prescription for Survival: A Doctor’s Journey to End Nuclear Madness, San Francisco, CA, Berrett-Koehler Publishers, 2008, ISBN 9781609944346

## Distincions
- Premi Nobel de la Pau 1985 per l'Associació Internacional de Metges per a la Prevenció de la Guerra Nuclear.
- Premi Educació per a la Pau de la UNESCO
- Premi George F. Kennan.
- Premi Gandhi de la Pau.
- Primer Premi Cardenal Medeiros Pau
- Premi Golden Door
- Distinció de l'Institut Internacional de Boston
- Premi Dr. Paul Dudley
- Distinció de l'Associació Americana del Cor
- Premi Alumnus Medical de l'Escola de Medicina Johns Hopkins.
- Creu de Comendador de l'Ordre del Gran Duc Gediminas de Lituània.
- Doctor Honoris Causa Universitat Autònoma de Barcelona (1995)[6][7]